# Kylotonn
Kylotonn (también conocido como KT Racing y anteriormente 4X Studios) es una desarrolladora de videojuegos francesa ubicada en París, Francia. Fue fundada en 2002 por Roman Vincent y Yann Tambellini. La empresa es más notable por el desarrollo de Bet on Soldier: Blood Sport y sus expansiones, así como por sus videojuegos de carreras incluidos sus juegos de World Rally Championship y sus entregas en las series V-Rally y FlatOut.
El 2 de octubre de 2018, la distribuidora francesa Bigben Interactive anunció que había adquirido Kylotonn.

## Historia
Kylotonn se fundó en 2006.
En 2008 comienza la colaboración con la editorial internacional Bigben Interactive.
En 2012, Kylotonn desarrolló la tecnología Play All con Wizarbox y Darkworks. El motor KT desarrollado por Kylotonn está oficialmente aprobado por Sony y Microsoft.
Lanzamiento de la marca KT Racing; Kylotonn se especializa en deportes de motor en 2014.
En 2015, la empresa abrió una instalación en Lyon, Kylotonn Racing Games.
Kylotonn desarrolla un simulador de vehículos autónomos con el fabricante de equipos Valeo, marcando su entrada como socio de la industria automotriz y el lanzamiento de su negocio KT Automotive en 2016.
Kylotonn/KT Racing gana el Premio Ping al Mejor Juego de Deportes por WRC 7; Bigben Interactive adquiere una participación en el estudio en 2017.
Nacon (Bigben Interactive) adquiere todo el capital del estudio en octubre de 2018.
Miembro del Sindicato Nacional del Videojuego (SNJV), Capital Games y Game Only, Kylotonn cuenta con el apoyo de BPI, IFCIC y el Ministerio de Educación Superior, Investigación e Innovación.

## Videojuegos
| Año  | Título                             | Plataforma(s)                   | Distribuidor(es)         |
| ---- | ---------------------------------- | ------------------------------- | ------------------------ |
| 2002 | Iron Storm                         | PC                              | Dreamcatcher Interactive |
| 2005 | Bet on Soldier: Blood Sport        | PC                              | Digital Jesters          |
| 2006 | Bet on Soldier: Black-out Saigon   | PC                              | Eclypse                  |
| 2006 | Bet on Soldier: Blood of Sahara    | PC                              | Brigades                 |
| 2007 | Speedball 2 Tournament             | PC                              | FIP Publishing           |
| 2009 | Little Folk of Faery               | PC                              | Orange France            |
| 2011 | Hunter's Trophy                    | PC                              | Bigben Interactive       |
| 2011 | The Cursed Crusade                 | PC, PS3, X360                   | DTP Entertainment        |
| 2012 | Hunter's Trophy 2: Europa          | PC                              | Bigben Interactive       |
| 2013 | Hunter's Trophy 2: America         | PC, PSN, XLA                    | Bigben Interactive       |
| 2013 | Hunter's Trophy 2: Australia       | PC, PSN, XLA                    | Bigben Interactive       |
| 2013 | Hunter's Trophy 2: Europa          | PS3, Wii U, X360                | Bigben Interactive       |
| 2014 | Motorcycle Club                    | PC                              | Bigben Interactive       |
| 2015 | Motorcycle Club                    | PS3, PS4                        | Bigben Interactive       |
| 2015 | WRC 5                              | PC, PS3, PS4, Vita, X360, XOne  | Bigben Interactive       |
| 2016 | WRC 6                              | PC, PS4, XOne                   | Bigben Interactive       |
| 2017 | FlatOut 4: Total Insanity          | PC, PS4, XOne                   | Strategy First           |
| 2017 | WRC 7                              | PC, PS4, XOne                   | Bigben Interactive       |
| 2018 | Isle of Man TT: Ride on the Edge   | PC, PS4, XOne                   | Bigben Interactive       |
| 2018 | V-Rally 4                          | PC, Switch, PS4, XOne           | Bigben Interactive       |
| 2019 | Isle of Man TT: Ride on the Edge   | Switch                          | Bigben Interactive       |
| 2019 | WRC 8                              | PC, Switch, PS4, XOne           | Bigben Interactive       |
| 2020 | Isle of Man TT: Ride on the Edge 2 | PC, Switch, PS4, XOne           | Nacon                    |
| 2020 | WRC 9                              | PC, Switch, PS4, PS5, XOne, XSX | Nacon                    |
| TBA  | Test Drive Unlimited Solar Crown   | PS5,                            | Nacon                    |